# 브로츠와프 난쟁이

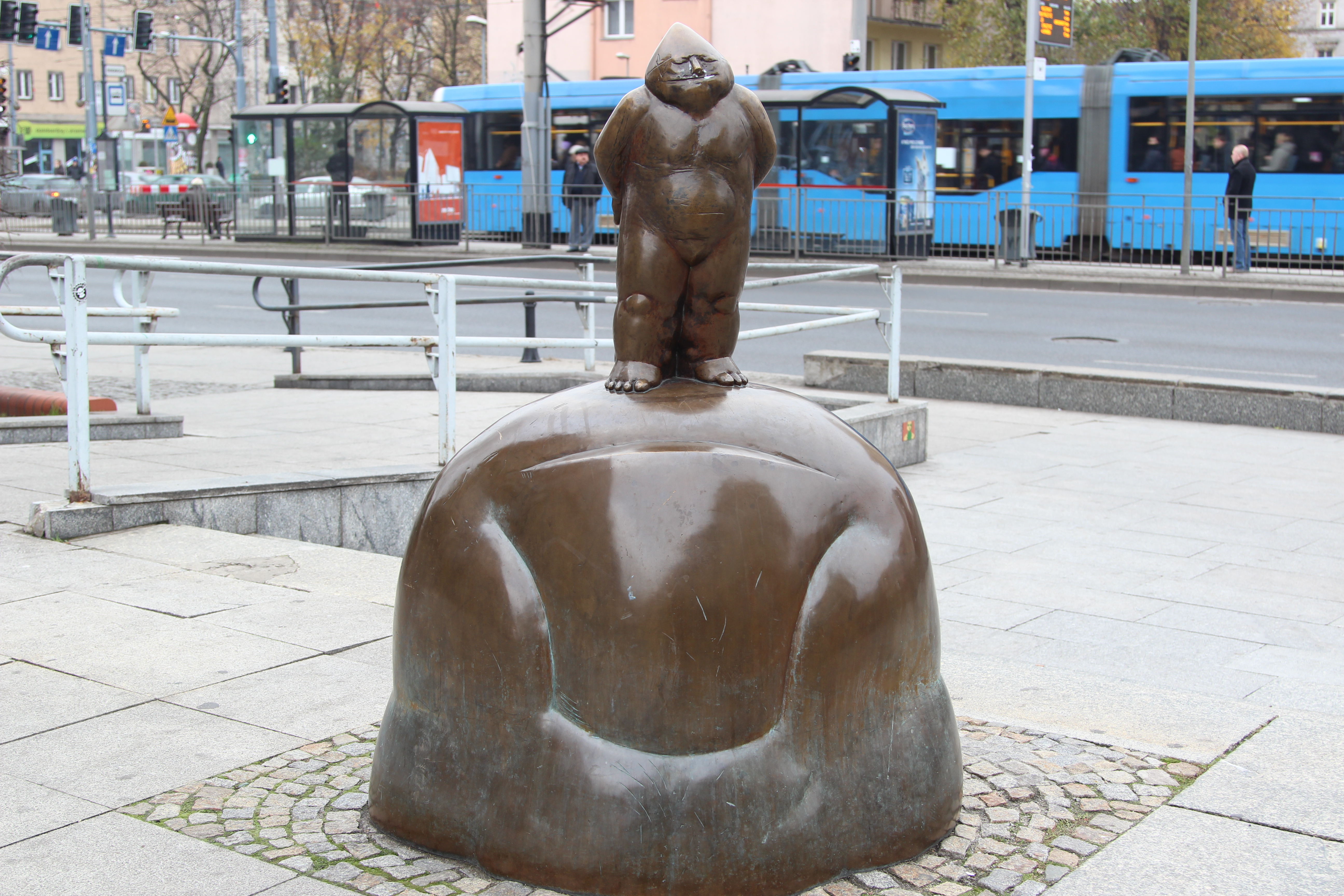
브로츠와프 난쟁이

브로츠와프 난쟁이(폴란드어: Wrocławskie krasnale)는 폴란드 돌니실롱스크주 브로츠와프 거리 곳곳에 있는 난쟁이 상이다. 2005년부터 생겨났으며, 20~30cm정도 된다. 이 난쟁이들은 브로츠와프의 주요 관광 명소다.